# Terminalia slooteniana
Terminalia slooteniana är en tvåhjärtbladig växtart som beskrevs av Arthur Wallis Exell. Terminalia slooteniana ingår i släktet Terminalia och familjen Combretaceae. Inga underarter finns listade i Catalogue of Life.